# Steinheim (Rhénanie-du-Nord-Westphalie)
Pour les articles homonymes, voir Steinheim.
Steinheim est une ville de Rhénanie-du-Nord-Westphalie (Allemagne), située dans l'arrondissement de Höxter, dans le district de Detmold, dans le Landschaftsverband de Westphalie-Lippe.

## Description

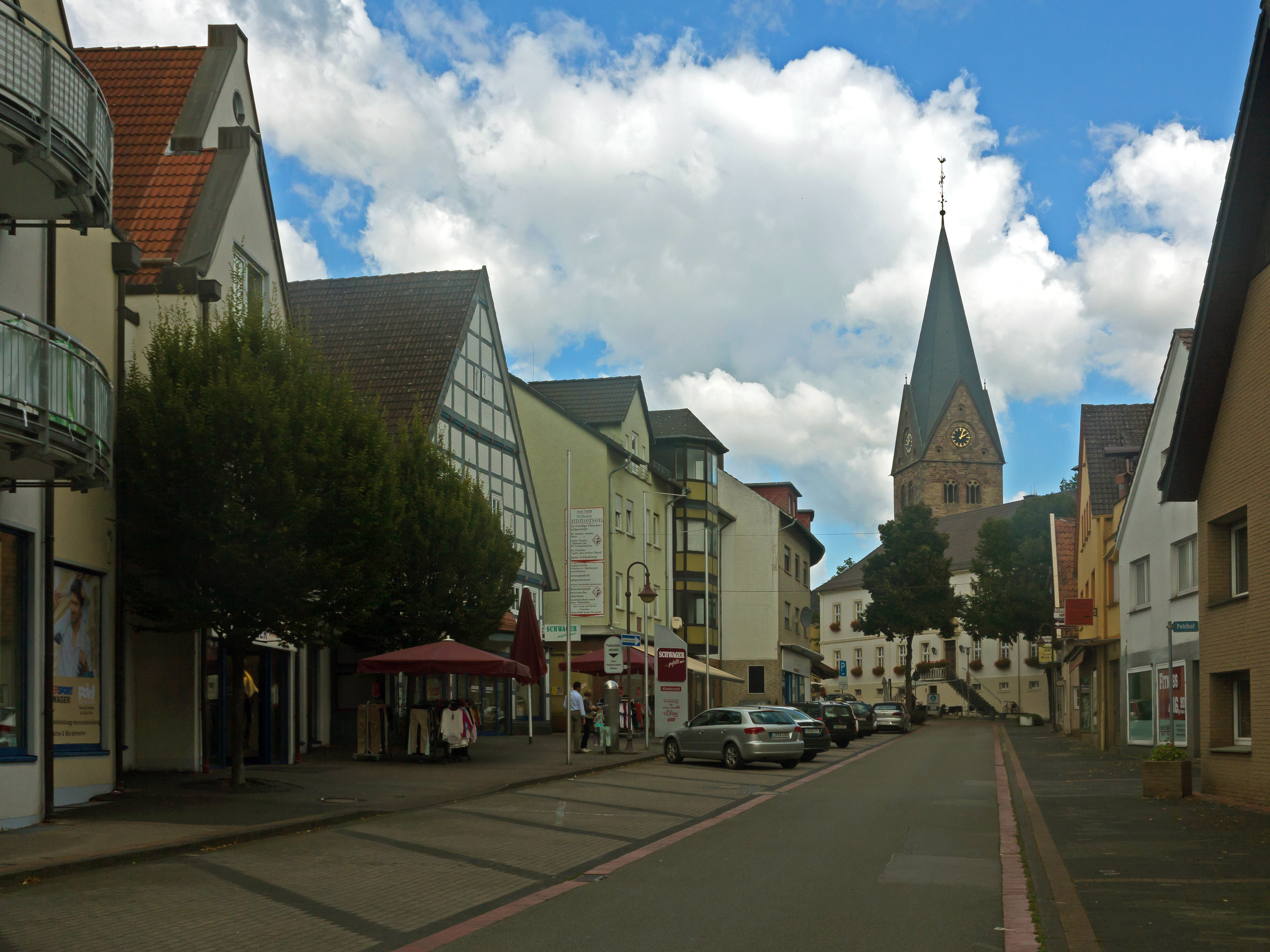
Steinheim, l'église catholique dans la rue

## Évolution démographique
| Année      | 1837 | 1885 | 1910 | 1925 | 1939 | 1950 | 1961 | 1975  | 1985  | 1995  | 2005  |
| ---------- | ---- | ---- | ---- | ---- | ---- | ---- | ---- | ----- | ----- | ----- | ----- |
| Population | 1946 | 2660 | 3255 | 3582 | 3983 | 5551 | 6117 | 12124 | 12014 | 13296 | 13733 |

## Histoire
| Appartenances historiques Principauté épiscopale de Paderborn 1281-1802 Royaume de Prusse 1802-1807 Royaume de Westphalie 1807-1813 Royaume de Prusse (Province de Westphalie) 1815-1918 République de Weimar 1918-1933 Reich allemand 1933-1945 Allemagne occupée 1945-1949 Allemagne 1949-présent |

## Jumelages
La ville de Steinheim est jumelée avec :
- Sveti Martin na Muri (Croatie)
- Busko-Zdrój (Pologne)
- Szigetszentmiklós (Hongrie)
- Specchia (Italie)

## Patrimoine, monuments et sites
- Château de Vinsebeck